# Saklegitimation
Saklegitimation ("sak" = rättssak, ärende, mål, tvist, ...; "legitimation", "legitim" = laglig, rättmätig, behörig) är ett juridiskt begrepp, som innebär att någon har rätt att föra talan i ett ärende, alltså att i eget namn ha rätt att vara kärande, svarande, målsägande eller klagande i en rättegång. I till exempel en konkurs övergår saklegitimationen från ägaren till konkursboet. Konkursboet är då den rätta juridiska personen att föra talan i rättegången om det skulle uppstå en tvist om konkursboet, exempelvis en ägaretalan.